# Prix Desanka-Maksimović
Le prix Desanka-Maksimović (en serbe cyrillique : Награда Десанка Максимовић ; en serbe latin : Nagrada Desanka Maksimović) est un prix de poésie serbe créé en 1994, à la mort de la poétesse Desanka Maksimović dont il honore la mémoire. Il est décerné chaque année à un poète « pour sa contribution globale à la poésie serbe » par la Fondation Desanka Maksimović à Brankovina, le village natal de la poétesse.

## Lauréats
Les lauréats du prix sont les suivants :
- 2015 : Tanja Kragujević[2]
- 2014 : Petar Pajić[3],[4]
- 2013 : Milan Đorđević[5],[6]
- 2012 : Vladimir Kopicl[7],[8]
- 2011 : Duško Novaković[9],[10]
- 2010 : Mirjana Stefanović[11],[12]
- 2009 : Rajko Petrov Nogo[13],[14]
- 2008 : Miroslav Maksimović[15],[16]
- 2007 : Slobodan Zubanović[17],[18]
- 2006 : Alek Vukadinović[19]
- 2005 : Novica Tadić[20]
- 2004 : Milosav Tešić[21]
- 2003 : Radmila Lazić[22],[23]
- 2002 : Slobodan Rakitić[24],[25]
- 2001 : Borislav Radović[26],[27]
- 2000 : Branislav Petrović[28],[29]
- 1999 : Milovan Danojlić[30]
- 1998 : Matija Bećković[31]
- 1997 : Tanasije Mladenović[32]
- 1996 : Miodrag Pavlović[33]
- 1995 : Stevan Raičković[34]
- 1994 : Ljubomir Simović[35]